# Los Carneros AVA
Los Carneros AVA (auch bekannt als Carneros AVA) ist ein US-amerikanisches Weinbaugebiet, das sich über die Verwaltungsbezirke Sonoma County und Napa County in Kalifornien erstreckt. Das Gebiet liegt nördlich der Bucht von San Pablo und ist die südlichste Herkunftsbezeichnung des Napa County. Die kühlen Brisen aus der nahen Bucht sowie häufig kühler Nebel bilden ähnlich wie bei der nahe gelegenen Oak Knoll District of Napa Valley AVA ein Mikroklima, das sich deutlich vom heißen Klima der weiter nördlich gelegenen Regionen des Napa Valley und des Sonoma Valley unterscheiden. Frühreifende Rebsorten wie der Spätburgunder und Chardonnay gedeihen hier hervorragend. Die Weine verfügen über ein kräftiges Säuregerüst und dienen häufig als Grundwein zur Herstellung von Schaumwein.
Los Carneros gehört zur Liste der American Viticultural Area und ist Teil des Wine Country sowie der größeren Napa Valley AVA, North Coast AVA, Sonoma Coast AVA und Sonoma Valley AVA.